# Nymphs
Nymphs (Nymfit) est une série télévisée dramatique-fantastique finlandaise en douze épisodes de 44 minutes diffusée du 24 mars au 9 juin 2014 sur MTV3.
En France, la série a été diffusée à partir du 11 avril 2015 sur June, et en Suisse sur Rouge TV. Elle reste inédite dans les autres pays francophones.

## Présentation
La série est basée sur la mythologie grecque, les belles et immortelles nymphes vivent dans le monde moderne à Helsinki. Les nymphes doivent avoir des relations sexuelles au moins une fois par mois afin de rester en vie, elles (avec Didi, une apprentie nymphe) doivent également fuir les Satyres qui les persécutent.

## Distribution
- Sara Soulié (VF : Sophie Planet) : Désirée « Didi » Tasson
- Manuela Bosco (fi) (VF : Marie Nonnenmacher) : Nadia Rapaccini
- Rebecca Viitala (fi) (VF : Nathalie Bienaimé) : Kati Ordana
- Ilkka Villi (fi) : Erik Mann
- Jarkko Niemi (fi) (VF : Adrien Solis) : Samuel Koski
- Malla Malmivaara : Frida Fredriksdottir
- Pelle Heikkilä (fi) : Jesper
- Svante Martin (fi) (VF : Jérôme Keen) : Kari Harju
- Lauri Tilkanen : Mitchell Brannegan
- Robin Svartström (fi) : Valtteri Vaara
- Hannes Mikkelsson (fi) : Lucas Pascal
- Kai Vaine (fi) (VF : Jean-Pierre Leblan) : Heikki Hannula
- Elina Vehkaoja (fi) : Laura Maasalo
- Ville Virtanen : Matias van der Haas
- Johanna af Schultén (fi) (VF : Pascale Chemin) : Elina Tiensuu
- Jemina Sillanpää (fi) : Jamila
- Esko Roine (fi) : Roland Gyllen
- Mikko Leppilampi : Gabriel Korda
- Max Ovaska (fi) : Johannes Metso
- Outi Condit (fi) : Rose
- Miina Turunen (fi) : Lecturer
- Amira Khalifa (fi) (VF : Marie Gamory)  : aurelia
- Minka Kuustonen (fi) : Jessica
- Jasmin Hamid (fi) : Ana-Claudia

## Autres
Les éditions Gummerus ont publié Nymfit comme une série de livres. 
La première partie de la série est écrite par Sari Luhtanen et Miikko Oikkonen et s'intitule Nymfit – Montpellierin legenda (Nymphes – La Légende de Montpellier). 
La version finlandaise du livre a été publiée le 29 août 2013 en Finlande.
Les droits de traduction sont déjà vendus aux États-Unis, au Royaume-Uni, à l'Allemagne, à la France, aux Pays-Bas, à l'Espagne, à l'Italie, à la Russie et au Brésil